# Blastobasis pentasticta
Blastobasis pentasticta là một loài bướm đêm thuộc họ Blastobasidae. Nó được tìm thấy ở Úc, bao gồm New South Wales.